# Colaspis flavocostata
Colaspis flavocostata är en skalbaggsart som beskrevs av Schaeffer 1934. Colaspis flavocostata ingår i släktet Colaspis och familjen bladbaggar.

## Underarter
Arten delas in i följande underarter:
- C. f. flavocostata
- C. f. avaloni